# 安迪亞斯·伊薩臣
安德烈亚斯·伊萨克松（瑞典語：Andreas Isaksson，1981年10月3日—）是一名瑞典足球員，司職守門員。

## 職業生涯

### 佐加頓斯和雷恩
伊薩臣出身於其家鄉球會特雷勒堡，兩季後被意大利班霸祖雲達斯招攬。由於祖雲達斯本身已有大量人才，而正選門將保方的表現優秀，所以無法出現在正式比賽，伊薩臣唯有離開了祖雲達斯。2001年他轉投了瑞超聯聯賽球會佐加頓斯。
伊薩臣剛加盟便取得正選地位，兩季間(2002、2003)已為佐加頓斯贏得兩屆瑞典聯賽冠軍，被媒體形容是聯賽最佳門將。這時瑞典國家隊正選門將乃老將希特文，而伊薩臣則成為國家隊第二號門將。由於在代表國家隊時表現出色，伊薩臣被法甲球會雷恩收購。當時還有兩名瑞典球員加盟雷恩，包括後衛艾特文和中場卡斯唐。2006年8月15日伊薩臣以二百萬英鎊轉會費加盟英超球會曼城。

### 曼城
由於加盟後常受傷患影響，伊薩臣初時仍未在曼城正選上陣，直到在2006年12月9日作客對曼联的德比戰中才上場。當時上半場末段曼聯前鋒沙夏取得入球打成2比0。是次入球曼城守門員與對方球員發生碰撞，被迫退下火線，造就伊薩臣在下半場把關。他在下半場作出了多次撲救，成為一時佳話，其中以分解朗尼十分近門的頭球攻門顯示其實力。但在下半場84分鐘，基斯坦奴·朗拿度的射門把伊薩臣的短短的清白之身抹黑，結果曼城1比3不敵處於強勢的曼聯。

### PSV燕豪芬
2008年7月2日由曼城轉投PSV燕豪芬，簽約4年，沒有透露轉會貴金額(PSV的維基百科顯示，轉會費:280萬英磅)。

### 國家隊
自宣佈从国家队退役後，伊薩臣在2004年欧洲足球锦标赛，以正選身份上場，帶領瑞典國家隊打入第二圈比賽，在次圈以互射十二碼落敗予荷蘭。伊薩臣便成為國家隊首席守門員，並代表瑞典出席了2006年世界杯，在這屆世界盃對英格蘭時被祖高爾笠死。
在瑞典队令人失望的2016年欧洲國家杯表现之后，瑞典队再次未能从小组中晋级，伊薩臣宣布他打算退出国家隊。

## 瑣事
- 伊薩臣能說五種語言：瑞典語、英語、法語、意大利語及挪威語。
- 他1.99米(6'6½")的身高，成為了被人識別的標記。
- 他的生日日期跟另一位國家隊隊友伊巴謙莫域是同一天。

## 外部連結
- 足球資料庫
- Euro Sport 個人介紹
- 英超聯官方網站 個人介紹
- 曼城官方網站 個人介紹 （页面存档备份，存于）
- BBC Sport Euro 2004 球員介紹 （页面存档备份，存于）